# Sant Francesc en èxtasi
Sant Francesc en èxtasi és un quadre realitzat a l'oli sobre taula pel pintor renaixentista italià Giovanni Bellini. Mesura 124 cm d'alçada i 142 cm d'amplada. Està datat cap a 1480. Es conserva en la Frick Collection de Nova York.
L'obra està signada “IOANNES BELLINVS” sobre un cartellino sobre un arbust que queda a baix a l'esquerra.
La tela representa a Sant Francesc d'Assís mentre es troba en èxtasi rebent els estigmes.
A l'esquerra es troba un ase immòbil que pot interpretar-se com a símbol d'humilitat i paciència o també l'estupidesa i l'obstinació.
A la dreta, sobre un banc, es troba una calavera, símbol de la mort.
És una de les obres que l'artista va realitzar entorn de l'any 1480, com la Resurrecció de Crist que es conserva en els Museus de Berlín i el Sant Jeróni del Palau Pitti, Florència. Aquestes obres es caracteritzen per emmarcar una àmplia gamma de sentiments humans en la varietat del camp i el cel italians. Cuida el detall sense caure en l'anecdòtic.